# わし座
わし座（わしざ、ラテン語: Aquila）は、現代の88星座の1つで、プトレマイオスの48星座の1つ。ワシをモチーフとしている。このワシについて現代の解説ではゼウスの下にガニュメーデースを連れ去ったワシであるとされることが多いが、異説もある。
α星アルタイルは、全天21の1等星の1つ。東アジアの七夕の伝承では、アルタイルは彦星（牽牛）とされ、織姫（織女）とされること座α星ベガと対になる星と見なされている。また、アルタイルとベガ、はくちょう座α星デネブの3つの1等星が形作る大きな三角形は夏の大三角と呼ばれる。アルタイルとその両脇に見えるβ星・γ星の3つの星の並びには、日本各地に様々な呼び名が伝えられている。

## 特徴

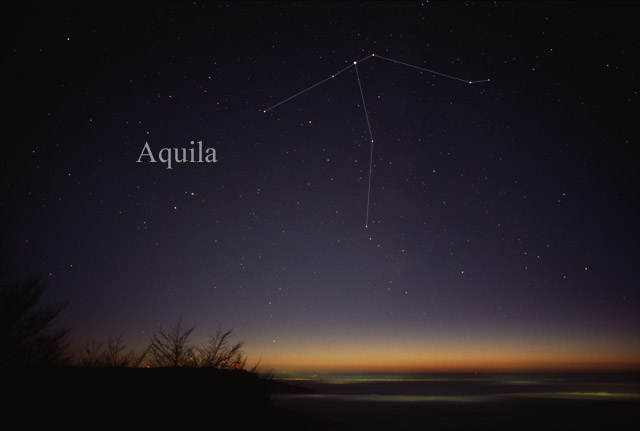
2004年12月12日に撮影されたわし座の星景写真。このように初冬でも日没後の西の空に見ることができる。

この星座で最も明るく見える1等星のα星アルタイルは、全天で13番目、北天で5番目に明るく見える星で、こと座のベガ、はくちょう座のデネブと形作る大きな三角形は夏の大三角として親しまれている。わし座の西半分には天の川が通っており、特に南で接するたて座に掛けては星が豊かに広がる領域である。
夏の大三角の印象が強いため北半球では夏の星座とされることが多いが、20時正中は9月上旬頃で初冬の12月でも日没後の西の空に観ることができる。北端は+18.66°、南端は-11.87°と、天の赤道を跨ぐように位置しているため、人類が居住しているほぼ全ての地域から星座の全域を観望することができる。
東アジアの七夕伝説では、アルタイルが牛飼いの男牽牛（彦星）、ベガが機を織る娘織女とされる。

## 由来と歴史
紀元前4世紀の古代ギリシアの天文学者クニドスのエウドクソスの著書『パイノメナ (古希: Φαινόμενα)』に記された星座のリストに既にわし座の名前が上がっていたとされ、エウドクソスの著述を元に詩作されたとされる紀元前3世紀前半のマケドニアの詩人アラートスの詩篇『パイノメナ (古希: Φαινόμενα)』では「ワシ」を意味する Ἀετός (Aetos) という名称で登場する。アラートスは矢の傍らで鳥が存分に翼を拡げているが、これはずっと北の方になる。矢の近くにもう一羽の鳥が風を切っている。大きさでは見劣りするけれども、夜が去り行くときに昇れば、嵐を呼ぶもの。これを人は鷲と呼ぶ。と、はくちょう座より小さな鳥の星座として Ἀετός を描写している。このように、古代ギリシャ・ローマ期の Ἀετός は現在のわし座よりはるかに小さな星座とされており、紀元前3世紀後半の天文学者エラトステネースの天文書『カタステリスモイ (古希: Καταστερισμοί)』や1世紀初頭の古代ローマの著作家ガイウス・ユリウス・ヒュギーヌスの『天文詩 (羅: De Astronomica)』では、わし座に属する星はわずか4個で、現在の τ星が頭、α・β が両翼、ζ星が尾を表すものとされた。
少し時代を下った帝政ローマ期2世紀頃のクラウディオス・プトレマイオスの天文書『ヘー・メガレー・スュンタクスィス・テース・アストロノミアース (古希: ἡ Μεγάλη Σύνταξις τῆς Ἀστρονομίας)』、いわゆる『アルマゲスト』では、Ἀετός には15個の星があるとされた。プトレマイオスはこの15個の星のうち α・β・γ・ζ・μ・ο・σ・τ・φ の9個の星をワシを形作る星とし、アルタイルの南東にある6個の星、すなわち現在の δ・η・θ・ι・κ・λ を「Antinoüs」とした。これは、ローマ皇帝ハドリアヌスの愛人として寵愛を受けた男性で、18歳の若さでナイル川で溺死した実在の人物であるアンティノウスをモチーフとしたもので、彼の死を悼んだハドリアヌス帝によって命名されたものであった。17世紀ドイツの天文学者ヤコブス・バルチウスは、1624年に刊行した天文書『Usus astronomicus planisphaerii stellati』の中で「アンティノウスは、皇帝ハドリアヌスの命を受けたプトレマイオスがわし座の中の星座を形作らない星を使って、ワシの下に置かれた。」と、プトレマイオス自身によってこの場所の星を使って設けられたものとしている。ただしプトレマイオスは Antinoüs をあくまで Ἀετός の中にあるアステリズムと位置付けており、『アルマゲスト』の中で正式な星座とした48星座の中に Antinoüs を含めていない。
アルタイルの南側の星群をアンティノウスと見なす風潮は中世でも続いていたが、星図や天球儀に描かれるようになったのは16世紀半ば以降のことである。まず、1536年にドイツの地図製作者カスパル・フォペルが製作した天球儀で、わし座の南側にワシとは独立してひざまずいた姿の「ANTINOVS」として描かれた。15年後の1551年にネーデルラントの地図製作者ゲラルドゥス・メルカトルが製作した天球儀でも同様の姿の「Antinous」として描かれた。さらにデンマークの天文学者ティコ・ブラーエが1598年1月に製作した手書きの星表『Stellarum octavi orbis inerrantium accurata restitutio』の中で ANTINOVS の名称で独立した星座として扱われ、ブラーエの死後の1602年にヨハネス・ケプラーによって刊行された天文書『Astronomiae Instauratæ Progymnasmata』に収められた星表でも ANTINOVS の名称で独立した星座とされた。この『アルマゲスト』以来1400年ぶりに製作された一流の星表で独立した星座として扱われたことにより、アンティノウス座は1つの星座として広く世に知られ、19世紀に至るまで星座としての地位を得ることとなった。

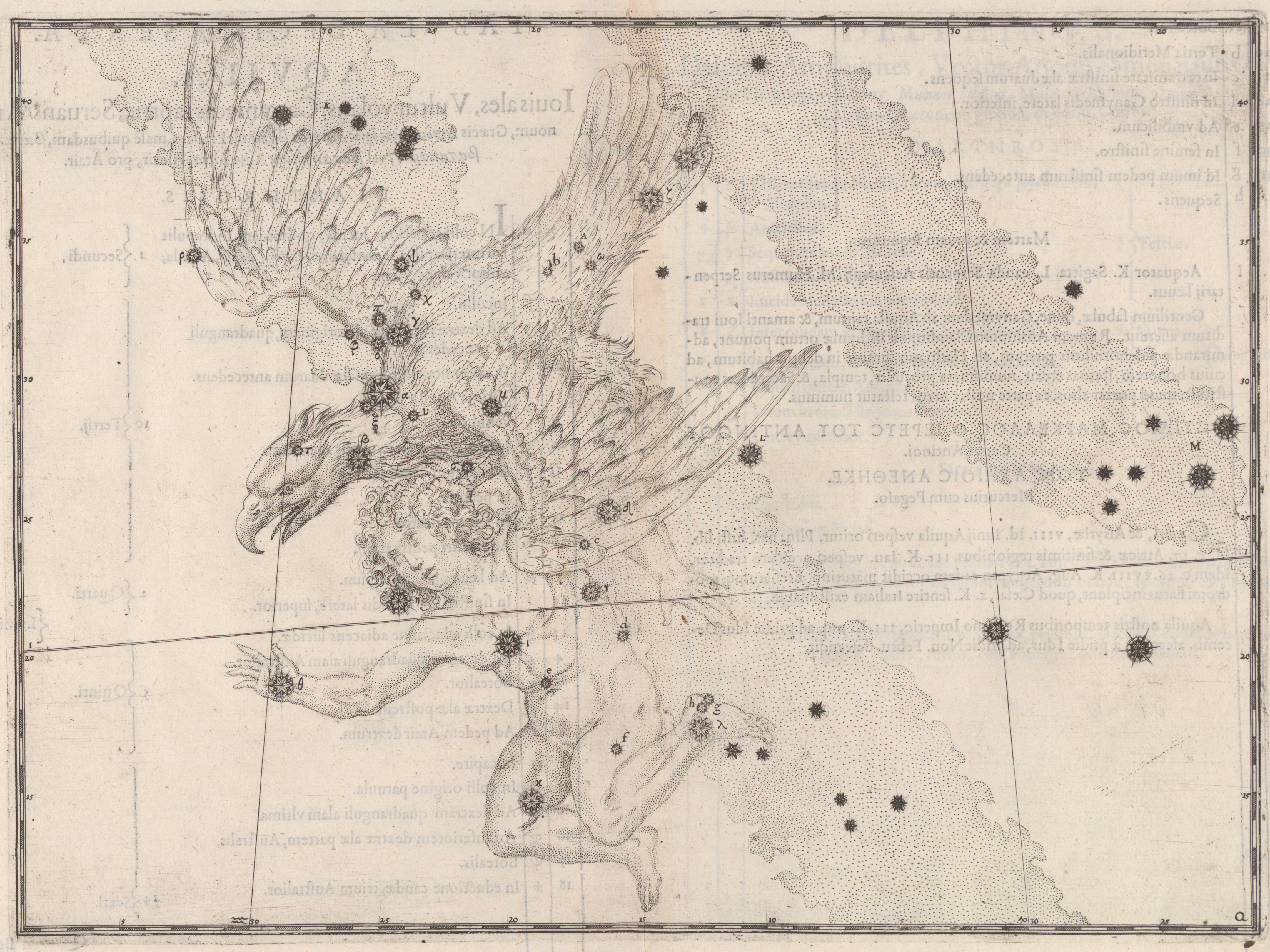
ヨハン・バイエル『ウラノメトリア』（1603年）に描かれたわし座 (Aquila)。バイエルは、ワシに掴まれた男性はガニメデ（ガニュメーデース）であるとしている。

このケプラーの星表では、わし座はラテン語で「ハゲワシ」を意味する VVLTVR (Vultur) という星座名が付けられていた。一方、ほぼ同時期の1603年にドイツの法律家ヨハン・バイエルが刊行した星図『ウラノメトリア』では、ラテン語で「ワシ」を意味する AQVILA (Aquila) という星座名が付けられるとともに、「Iouis ales（ユーピテルの鳥）」や「Vultur volans（飛翔するハゲワシ）」、「Διὸς ὂρνις（ゼウスの鳥）」などの異称が紹介されていた。バイエルは、わし座の星に対して α から ω までのギリシャ文字24文字とラテン文字8文字の計32文字を用いて32個の星に符号を付した。また『ウラノメトリア』の星表では、η星の解説に「Iuxta dextram Ganymedis maxillam.（ガニメデの右ほほ）」、ν星の解説に「In ſiniſtro Ganymedis latere, ſuperior.（ガニメデの左側、上）」と記すなど、星図上の星座絵でワシに掴まれた人物がギリシャ神話に登場するガニュメーデースであることを明示するとともに、星表の終わりにガニメデとアンティノウスについて簡単な説明を加えている。

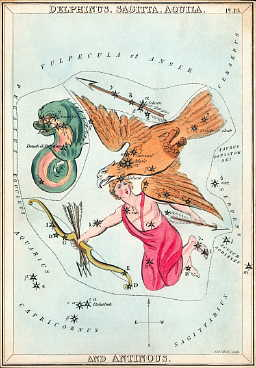
19世紀イギリスの星図カード集『ウラニアの鏡』に描かれた「鷲とアンティノウス」。

17世紀以降、アンティノウスの取り扱いをどうするかは分かれるにせよ、わし座の星座名には主に Aquila が使われるようになった。アンティノウスを別星座としたものとしては、バルチウスの『Usus astronomicus planisphaerii stellati』（1624年）の AQVILA、ケプラーの『ルドルフ表』（1627年）の AQUILA SEU VULTUR VOLANS（鷲または飛翔するハゲワシ）、ヨハネス・ヘヴェリウスの『Prodromus Astronomiæ』（1690年）の AQUILAが挙げられる。また、アンティノウスをわし座の一部とみなした例としては、ジョン・フラムスティードの『Historia Coelestis Britannica』（1725年）に見られる Aquila Antinous、Aquila vel Antinous（鷲またはアンティノウス）とAquila cum Antinoo（鷲とアンティノウス）の3通りの名前が使われた例や、ヨハン・ボーデの『Historia Coelestis Britannica』（1725年）のAQUILA ET ANTINOUS（鷲とアンティノウス）などが挙げられる。19世紀に入るとアンティノウスは次第にわし座の一部として見なされるようになり、20世紀になるとわし座の中にあるアステリズムとしてわずかに言及される程度にまで廃れてしまった。
1922年5月にローマで開催されたIAUの設立総会で現行の88星座が定められた際に、わし座はそのうちの1つとして選定され、星座名は Aquila、略称は Aql と正式に定められ、以降この名称が世界で共通して使われている。

### 中東
紀元前500年頃に製作された天文に関する粘土板文書『ムル・アピン (MUL.APIN)』では、3つある層のうち中央の「アヌの道」に置かれた星座 Mul Ti-mušen とされた。これは直訳すると「力強い鳥」という意味である。またアッカド語ではこの記号はワシ、そしておそらくハゲワシを意味する erû と読まれていたと考えられている。

### 中国

中国清代の類書『欽定古今図書集成』の「河鼓三星圖」に描かれた星官「河鼓」と周辺の星。アルタイルとその両脇のβ・γの3星は、画像中央の河鼓を構成していた。

ドイツ人宣教師イグナーツ・ケーグラー（戴進賢）らが編纂し、清朝乾隆帝治世の1752年に完成・奏進された星表『欽定儀象考成』では、わし座の星は二十八宿の北方玄武七宿の第一宿「斗宿」、第二宿「牛宿」、第三宿「女宿」に配されていたとされる。

斗宿では、12・λ・15・14 の4星がたて座の5星とともに市場を管理する長官を表す星官「天辯」に配された。牛宿では、θ・62・58・η の4星が軍鼓を打つバチを表す星官「天桴」に、β・α・γ の3星が軍鼓を表す星官「河鼓」に、HD 190229・ρの2星がや座の星とともに左の軍旗を表す星官「左旗」に、μ・σ・δ・ν・ι・HD 184701・42・κ・56 の9星が右の軍旗を表す星官「右旗」に、それぞれ配された。女宿では、70・71・69の3星がみずがめ座の星とともに真珠や飾った婦人服を表す星官「離珠」に配された。

## 神話
現在では、わし座のモデルとなったのはガニュメーデースをさらったワシであるとされている。しかし、ガニュメーデースの神話自体は叙事詩『イーリアス』にも語られるくらいに古くからあったが、初期の資料にはワシについての記述は一切見られない。また、紀元前4世紀以前の視覚芸術にも、ガニュメーデースを連れ去るワシの姿が描かれたものはない。アメリカの古典学者テオニー・コンドスは、ワシがガニュメーデースを連れ去ったとする伝承は、ガニュメーデースと同一視されていたみずがめ座とわし座が近い位置にあったことに影響されて後から付け足された脚色であった可能性を指摘している。
エラトステネースの天文書『カタステリスモイ』では「ガニュメーデースをさらってゼウスの下に連れてきたワシがモデルとなった」とする説とともに、アガトステネースの伝える話として「ゼウスがティーターンと戦った際にゼウスに付き従ったワシである」とする説も紹介された。またエラトステネースは、ワシは全ての生き物の中で唯一太陽の光に屈することなく太陽に向かって直進して飛ぶことができ、他の全ての鳥を支配している、としている。
アラートスの『パイノメナ』には元々特に伝承は語られていなかったが、古代ローマ期1世紀前半の軍人ゲルマニクスによる『パイノメナ』のラテン語訳では「ユピテルの武器を守る者であり、ユピテルのためにガニメデを傷つけずにさらった」とする話が書き足されている。
ヒュギーヌスの『天文詩』では、『カタステリスモイ』と同様の話に加えて2つの伝承が紹介されている。1つはコス島の統治者メロップスにまつわる伝承である。メロップスの妻でニュンペーの Ethemeia (Echemeia) はアルテミスを信仰していた。彼女が信仰を捨てると、アルテミスは彼女を矢で射殺そうと狙うようになった。冥界の王妃ペルセポネーは機転を利かせて Ethemeia を生きたまま冥界に連れ去って彼女を匿ったが、メロップスは妻を慕うあまりに自殺を図った。これを憐れんだ女神ヘーラーは、彼をワシの姿に変えて星々の間に置いて、Ethemeiaへの思慕が記憶に残らないようにした。もう1つはアプロディーテーに恋したヘルメースにまつわる伝承である。ヘルメースはアプロディーテーの美しさに魅せられて恋に落ちたが、彼女の愛を勝ち取ることができなかった。ひどく意気消沈したヘルメースを憐れんだ大神ゼウスは、アプロディーテーがアケローン川で水浴びしている隙にワシを遣わして彼女のサンダルをエジプトの Amythaonia のヘルメースの下に持ち届けさせた。アプロディーテーはサンダルを探してヘルメースの下に辿り着いた。想いを果たしたヘルメースは、褒美としてワシを天に置いた。

## 呼称と方言
ラテン語の学名 Aquila に対応する日本語の学術用語としての星座名は「わし」と定められている。日本語の星座の学名を五十音順に並べると、わし座が一番最後となる。現代の中国では天鷹座（天鷹座）と呼ばれている。
明治初期の1874年（明治7年）に文部省より出版された関藤成緒の天文書『星学捷径』で「アクヮイラ」という読みと「鷲」という解説が紹介された。また、1879年（明治12年）にノーマン・ロッキャーの著書『Elements of Astronomy』を訳して刊行された『洛氏天文学』上巻では「アクイラ」と紹介され、下巻では「天鷹宿」として解説された。これらからそれから30年ほど時代を下った明治後期には「鷲」という呼称が使われていたことが日本天文学会の会報『天文月報』の第1巻3号掲載の「六月の天」と題した記事中の星図で確認できる。この訳名は、東京天文台の編集により1925年（大正14年）に初版が刊行された『理科年表』にも「鷲（わし）」として引き継がれており、1944年（昭和19年）に天文学用語が見直しされた際も変わらず「鷲（わし）」が使われた。戦後の1952年（昭和27年）7月に日本天文学会が「星座名はひらがなまたはカタカナで表記する」とした際に「わし」とされ、以降もこの呼称が継続して用いられている。
これに対して、天文同好会の山本一清らは異なる訳語を充てていた。天文同好会の編集により1928年（昭和3年）4月に刊行された『天文年鑑』第1号では、Aquila に対して「わし（鷲）」としていたが、1931年（昭和6年）刊行の第4号からは学名を Aquila et Antinous、訳語を「鷲とアンチニウス」と変更し、以降の号でもこの表記が継続して用いられた。

### 方言
α・β・γ の3星に対しては、平安時代中期に源順が編纂した『倭名類聚鈔』の「天部第一」に「牽牛」の和名として 比古保之又以奴加比保之」と記されている。これは α星が左右に犬を連れている姿と見立てたものとされる。これに類似する呼び名は日本各地に残されており、福岡県福岡市鍛冶町（現・福岡市中央区天神三丁目）で「インカイボシ（犬飼星）」、福岡県糟屋郡箱崎町（現・福岡市東区箱崎）で「インカイサマ（犬飼いさま）」、熊本県天草地方では「インカイサン（犬飼いさん）」、福岡県糸島郡芥屋村（現・糸島市）では「イヌカイサン（犬飼いさん）」「インカイサン」、鹿児島県川辺郡枕崎町（現・枕崎市）では「インコドンボシ」、熊本県宇土地方では「イヌヒキドン（犬曳きどん）」「イヌヒキホシサン（犬曳き星さん）」などの呼び名が伝わっていた。
このほか、熊本県隈府町（現・菊池市）ではα星が牛を連れた様子に見立てた「ウシカイボシ（牛飼い星）」、沖縄県平良市（現・宮古島市）ではα星が牛や馬を連れた様子に見立てた「ウスウマサダティブス（牛馬サダティ星）」、群馬県利根郡薄根村（現・沼田市）ではαが親をかついでいるものと見立てた「オヤニナイ（親荷い）」、神奈川県横浜市旭区善部町では商人が天秤をかつぐ様子に見立てた「アキンドボシ（商人星）」などの呼び名も伝えられている。
牽牛と織女の組み合わせとなるアルタイルとこと座α星ベガのペアに対して、兵庫県高砂市戎町で「タナバタサン（七夕さん）」、愛媛県伊予郡双海町（現・伊予市）で「タナバタボシ（七夕星）」と呼ぶ事例が採集されている。

## 主な天体

### 恒星
2024年3月現在、国際天文学連合 (IAU) によって8個の恒星に固有名が認証されている。
α星
太陽系から約16.7 光年の距離にある、見かけの明るさ0.76 等、スペクトル型 A7Vn のA型主系列星で、1等星。わし座で最も明るく見える恒星で、全天21の1等星の1つとされる。スペクトルの末尾の「n」は、高速で自転しているせいで吸収線の幅が広くなっていることを示している。変光星としては、脈動変光星の分類の1つ「たて座デルタ型変光星 (英: Delta Scuti variable)」のDSCTC 型に分類されており、0.004 等というわずかな振幅で変光している。アラビア語で「飛翔する鷲」を意味する言葉に由来する「アルタイル(Altair)」という固有名が認証されている。
β星
太陽系から約44.4 光年の距離にある、見かけの明るさ3.71 等、スペクトル型 G8IV の準巨星で、4等星。約13″離れた位置に見える11.4 等の赤色矮星Bとは連星の関係にある。A星には「（はかりの）竿」を表す α・β・γの3つの星から成るペルシアのアステリズムに由来する「アルシャイン(Alshain)」という固有名が認証されている。
γ星
太陽系から約583 光年の距離にある、見かけの明るさ2.72 等、スペクトル型 K3II の輝巨星で、3等星。β星と同じ語源に由来する「タラゼド(Tarazed)」という固有名が認証されている。
ζ星
太陽系から約85.3 光年の距離にある、見かけの明るさ2.99 等、スペクトル型 A0IV-Vnn のA型星で、3等星。7.4″ 離れた位置に見える12等星のB星とは連星の関係にあるとされる。19世紀アメリカのアマチュア博物家のリチャード・ヒンクリー・アレンによると、ε星とともに「ワシの尾」を意味する Al Dhanab al ʽOḳāb と呼ばれていたとされる。A星には「オカブ(Okab)」という固有名が認証されている。
ξ星
太陽系から約186 光年の距離にある、見かけの明るさ4.707 等、スペクトル型 G9.5IIIb の黄色巨星で、5等星。2015年に開催されたIAUの太陽系外惑星命名キャンペーン「NameExoWorlds」で、法政大学の学生団体Libertyer（リバティア）からの提案が採用され、主星には「リベルタス (Libertas)」、惑星には「フォルティチュード(Fortitudo)」という固有名が認証された。
HD 192263
太陽系から約62 光年の距離にある、見かけの明るさ 7.767 等、スペクトル型 K1/2V のK型主系列星で、8等星。変光星としては回転変光星の「りゅう座BY型変光星」に分類されており、周期23.98日、0.03 等の振幅で明るさを変えている。IAUの100周年記念行事「IAU100 NameExoWorlds」でレバノン共和国に命名権が与えられ、主星は Phoenicia、太陽系外惑星は Beirut と命名された。
HD 192699
太陽系から約238 光年の距離にある、見かけの明るさ 6.446 等、スペクトル型 G8IV の準巨星で、6等星。IAUの100周年記念行事「IAU100 NameExoWorlds」でチュニジア共和国に命名権が与えられ、主星は Chechia、太陽系外惑星は Khomsa と命名された。
WASP-80
太陽系から約162 光年の距離にある、見かけの明るさ 11.939 等、スペクトル型 K7V-M0V の赤色矮星で、12等星。IAUの100周年記念行事「IAU100 NameExoWorlds」でヨルダン・ハシミテ王国に命名権が与えられ、主星は Petra、太陽系外惑星は Wadirum と命名された。
このほか、以下の恒星が知られている。
δ星
太陽系から約50.6 光年の距離にある、見かけの明るさ3.36 等、スペクトル型 F1IV-V(n) のF型星で、3等星。分光連星と考えられていたが、2023年の研究では疑わしいとされている。
ε星
太陽系から約179 光年の距離にある、見かけの明るさ4.02 等、スペクトル型 K1-IIICN0.5 の巨星で、4等星。
η星
太陽系から約888 光年の距離にある、見かけの明るさ3.80 等の連星系。主星Aは古典的セファイド変光星 (DCEP) で、この種の変光星のプロトタイプとされるケフェウス座δ星に1ヶ月先立つ1784年9月10日にイギリスの天文学者エドワード・ピゴットによってその変光が発見された。周期約7.18日の周期で、3.48 等から4.33 等の範囲で明るさを変える。
15番星
太陽系から約314 光年の距離にある、見かけの明るさ5.394 等、スペクトル型 K0/1III の巨星で、5等星。40″ 離れた位置に見える6.81 等の HD 177442 とは見かけの二重星の関係にあり、小望遠鏡では分解して見ることができる。
57番星
太陽系から約450 光年の距離にある連星系。ともにB型主系列星の見かけの明るさ5.71 等のA星と6.44 等のB星が約36″離れた位置にあり、小望遠鏡でも簡単に分解して見ることができる。また、どちらの星もそれぞれが分光連星である。
V603星
太陽系から約1,050 光年の距離にある近接連星系で、1918年6月8日に「1918年わし座新星 (Nova Aql 1918)」と呼ばれる新星爆発が観測された。ピーク時には全天で最も明るい恒星シリウスに匹敵する-1.4 等まで明るくなったとされる。主星の白色矮星は1.2±0.2 M☉（太陽質量）、伴星は0.29±0.04 M☉の質量を持ち、互いの共通重心を0.1385±0.0002 日の周期で周回している。
SS 433
太陽系から約1万8000 光年の距離にある大質量X線連星系。「マイクロクェーサー (英: microquasar)」と呼ばれる、天の川銀河内にある相対論的ジェットを放射する天体のプロトタイプとされており、数万年前に超新星爆発を起こした中性子星もしくはブラックホールとA型超巨星の近接連星系と見られている。変光星としては食変光星とXJ型のX線連星の両方に分類されており、連星の公転によって降着円盤と伴星の食が起こることで生じる約13.082 日周期の光度変化と、相対論的ジェットの歳差運動に伴う約162.3 日周期の光度変化が見られる。
PSR J1915+1606
太陽系から約1万7000光年の距離にある連星パルサー。1974年にマサチューセッツ大学アマースト校のラッセル・ハルスとジョゼフ・テイラーがプエルトリコのアレシボ天文台の電波望遠鏡による観測データから発見した。2つの中性子星からなる連星系で、約7.75時間の周期で互いの共通重心を公転している。一般相対性理論ではこの連星パルサーの公転軌道は非常に大きな近星点移動を見せることが予想され、実際に近星点経度が1年に約4.22°も移動していることが観測されたことから、一般相対性理論が正しいことを示す有力な傍証とされた。また、1年に約73マイクロ秒の割合で公転周期が短くなっていることが観測され、これは連星パルサーが重力波を放出することでエネルギーを失っていることが原因であるとされた。
ハルスとテイラーは、これらの一般相対性理論が予測する重力に関する研究への寄与が「重力研究の新たな可能性を開く、新たなタイプのパルサーの発見」と評価され、1993年のノーベル物理学賞を受賞した。
Gaia BH3
太陽系から約1,920 光年の距離にある、恒星質量ブラックホール。2024年にガイア計画の第4回データリリースに向けた検証作業の中で発見された。ブラックホールの質量は32.70±0.82 M☉と推定されており、これは天の川銀河で発見された恒星質量ブラックホールとしては最も重いものである。このブラックホールと極めて金属量の少ない0.76±0.05 M☉の巨星が連星系を成しており、互いの共通重心を約11.6 年の周期で公転しているとされる。

### 星団・星雲・銀河
わし座は比較的大きな星座だが、18世紀フランスの天文学者シャルル・メシエが編纂した『メシエカタログ』に掲載された、いわゆるメシエ天体は1つもない。また、パトリック・ムーアがアマチュア天文家の観測対象に相応しい星団・星雲・銀河を選んだ「コールドウェルカタログ」に選ばれている天体もない。
NGC 6709
太陽系から約3,400 光年の距離にある散開星団。40個ほどの9等から11等の星がまばらに広がって見える。
NGC 6741
太陽系から約1万2100 光年の距離にある惑星状星雲。1882年にアメリカの天文学者エドワード・ピッカリングが発見した。Phantom Streak Nebula という変わった通称でも知られる。
NGC 6751
太陽系から約8,700 光年の距離にある惑星状星雲。中心星のスペクトル型 [WC4] は、ウォルフ・ライエ星に似たスペクトルを持つ惑星状星雲中心星 (Central star of Planetary Nebula, CSPN) であることを示している。中心星の表面温度は約14万Kと非常に高く、強力な放射と恒星風で惑星状星雲を構成する物質を吹き飛ばしている。
NGC 6781
太陽系から約1,500 光年の距離にある惑星状星雲。2017年の研究では、初期質量2.5 M☉の天体が漸近巨星分枝を経て惑星状星雲となったものと考えられている。
Barnard 142, 143
アルタイルから約3°北西に見える、天の川の星を隠す暗黒星雲。双眼鏡では、アルファベットの E、あるいは下線を引いた C のように見えることから、Barnard's E という通称でも知られる。
Aquila Rift
太陽系から約1,400 光年の距離にある星間分子雲。天の川の光を遮るように掛かる Great Rift や Dark Rift と呼ばれる暗い帯のうち、赤緯+10°から−20°、わし座からへび座の領域に掛けて広がる部分を指す。Aquila Rift の中には、Serpens Main、Serpens South、Serpens MWC297、W 40 などの星形成領域が含まれる。
- 散開星団NGC 6709。
- ハッブル宇宙望遠鏡 (HST) の広視野惑星カメラ2 (WFPC2) で撮像された、Phantom Streak Nebula の別名でも知られる惑星状星雲NGC 6741。
- 1998年に HST の WFPC2 で撮像された、惑星状星雲NGC 6751。
- 南米チリにあるヨーロッパ南天天文台 (ESO) のラ・シヤ天文台の3.6 m望遠鏡で撮像された惑星状星雲 NGC 6781。
- 暗黒星雲Barnard 142とBarnard 143。上部に C のように見えるのが143、その南にアンダーラインのように見えるのが142[111][113]。
- 藤井旭の撮影による、天の川と夏の大三角。Aquila Rift は画像中央右側の天の川の裂け目のように見える暗い部分である。

## 流星群
わし座の名前を冠した流星群で、IAUの流星データセンター (IAU Meteor Data Center) で確定された流星群 (Established meteor showers) とされているものは、わし座ε流星群 (epsilon Aquilids, EAU)、6月わし座北流星群 (Northern June Aquilids, NZC)、6月わし座南流星群 (Southern June Aquilids, SZC) の3つである。わし座ε流星群は、2012年8月に新たに追加された確定流星群で、5月20日頃に極大を迎える。